# 大吉德县
大吉德县（英語：Grand Gedeh County）是西非国家利比里亚15县之一，该县下辖三个地区，首府设在绥德鲁 (Zwedru)。全县面积为10,484平方公里（4,048平方英里），比黎巴嫩、特立尼达和多巴哥、佛得角、马耳他和毛里求斯等28个独立国家以及美国特拉华州和罗德岛州的总面积还要大。截止2008年的人口普查为止，该县的总人口为126,146人，是利比里亚人口第九多的县。大吉德县有较低的热带森林，其中有由各种山谷和水道组成的中等大小的山丘。这些森林每年的降雨量非常大，从3000毫米到4100毫米每年。
大吉德的县长是凯·法利。该县西面与宁巴县接壤，西南面与锡诺县接壤，东南面与吉河县接壤。大吉德县的北部与科特迪瓦国接壤。

## 地理
大吉德县有较低的热带森林，其中有由各种山谷和水道组成的中等大小的山丘。这些森林的降雨量非常大，每年降雨量可达3000毫米到4100毫米，该县只有两个不同的季节，拥有四季常青的森林。高地有利于水稻种植，而低洼地区则有利于种植山药、可可树、大蕉、土豆、蔬菜、橡胶、咖啡和甘蔗。大吉德县有两个社区森林，即Neezonnie，占地42,424公顷（104,830英亩）和Blouquia，占地43,796公顷（108,220英亩）。有三个国家种植区：SIGA重新造林项目（247.2公顷（611英亩）），EAC重新造林项目（59.2公顷（146英亩））和WATRACE重新造林项目（58.4公顷（144英亩））。它还与吉河县共享国家建议的格雷波森林保护区（97,136公顷（240,030英亩））。

## 人口
在 1984 年的人口普查中，该县有人口 63,028 人。该县是大量穆斯林和科特迪瓦人的家园。 截至 2008 年，全县人口为 125,258 人：男性 64,994 人，女性 60,264 人。 性别比为 107.8，而 1994 年人口普查时为 96.3。2008 年的家庭数量为 8,969 户，家庭平均人数为 6.8 人。人口占总人口的3%，而在1994年是3.6%。该县面积为4,191平方英里，每平方英里的密度为30。1984年人口普查期间的密度为15。利比里亚多次经历内战，截至 2008 年该县因战争流离失所的总人数为 81,624 人。 城镇常住人口41673人，其中男性20696人，女性20977人。 农村总人口83585人，其中男性44298人，女性39287人。 居住在城市地区的总人口比例为 33.27%，其余 067% 居住在农村地区。 2008年已搬迁人口4508人，未搬迁人口263人。2008年十岁以上识字人口19297人，文盲19758人，识字率为49.41。 男性识字总数为12,513人，女性识字总数为6,784人。

## 经济
截至 2011 年，水稻种植面积为 9,250 公顷（22,900 英亩），占全国水稻种植总面积的 3.874%。 总产量为 8300 公吨。 截至2011年，木薯种植面积为4200个，占全国木薯种植总面积的3.4%。 总产量为 1140 公吨。 可可种植园数量为1140个，占该国可可种植总面积的2.9%。 橡胶园230个，占全国橡胶总种植面积的0.4%。 咖啡种植园数量为240个，占全国咖啡种植总面积的1.1%。截至2008年，全县在岗职工2686人，个体户13695人，家庭劳动力15578人，在职人员4868人，无业人员7159人，在家务工人员13840人，学生36350人，退休人员236人，丧失劳动能力人员1621人，1929人 兼职及其他8951人，总就业人口106913人。

## 行政
利比里亚的立法机构是以美国的立法机构为蓝本的。采取的是两院制，有一个参议院和一个众议院。全国有15个县，根据人口情况，每个县至少有两名议员，而包括议长在内的议员总数为73人。每位议员代表一个选区，根据民众投票选出，任期六年。全国共有30名参议员，15个县各两名，他们的任期为9年（30名参议员，15个县，从2011年起任期9年）。参议员也是根据多数票选出的。副总统是参议院的首脑，总同缺席的情况下，他也担任总统职务。大吉德县的各区包括（2008年人口）。巴松区（74,255人）、科诺博区（21,424人）和特奇恩区（30,467人）是该县的区。